# 設備管理
設備管理（せつびかんり）とは、建築・生産設備の日常の運転・定期点検・補修などを行い、機能維持を行うことである。近年、省エネルギー、ライフサイクルコストの削減、設備寿命の長期化、省力化など、目的が多様化、複雑化している。

## 概要
設備管理には、信頼性確保・省エネルギー・省力化など矛盾する要素を満足させるために科学的に実証された管理標準を定めて行う科学的管理が求められている。また、故障してから整備を行う事後保全、一定周期ごともしくは設備診断結果などにより故障していなくても整備を行う予防保全、機器の仕様・生産過程にまでさかのぼる生産保全が行われるようになっている。
設備管理は当該設備の保守作業についての技能や知識 を有する設備員（設備管理員）に行われるが、近年は遠隔計測・自動調整によって省人化が行われるようになっている。
したがって、関わる人間により合理的な運用方法や効果的な改修提案を行うことも求められている。

## 建築設備管理
建築設備の管理はビル管理とも呼ばれ、特に利用者の安全、健康、快適等に配慮することが求められる。また、建築物の大規模化・用途の多様化によって設備が大型化、複雑化、ネットワーク化し、高度な技術や資格が要求されるようになっている。

### 法規・資格
建築物における衛生的環境の確保に関する法律
- 特定建築物の環境衛生の管理について定めている。ビル管理における基本法としての性質を持つ法律。

建築物環境衛生管理技術者（ビル管理技術者）
- 空調、衛生、給排水、照明、騒音、健康、建築構造、清掃、ねずみ・昆虫防除、廃棄物等に関する知識を有する国家資格者。特定建築物の環境衛生上の監督を行う。
- 特定建築物において選任する義務がある。建築物の所有者、占有者等は建築物環境衛生管理技術者の意見を尊重しなければならないことが法的に定められている。

## 生産設備管理
生産設備の管理は、生産性の向上のために費用の低減と信頼性の確保の両立が求められる。
精密な測定の必要な製品の増加のため、測定器の精度管理も重要となっている。

### 状態基準保全
状態基準保全(Condition Based Maintenance)とは生産に要する機械や設備そのものの「状態」や「使用状況」を基に保全活動を行う手法。部品の状況や稼働状況などを調べて、劣化状況などに合わせてメンテナンスする手法で不要な整備費用を抑えることができる利点がある。

## 関連法・関連条例・資格等
- 建築基準法
  - 建築設備検査員
- 建築士法
  - 建築設備士
- エネルギーの使用の合理化等に関する法律（省エネ法）
  - エネルギー管理士  - エネルギー管理員
- 消防法
  - 消防設備士 - 消防設備点検資格者  - 危険物取扱者
- 電気事業法
  - 電気保安法人  - 電気管理技術者  - 電気主任技術者
  - 電気工事士法 - 電気工事士
- 高圧ガス保安法
  - 冷凍機械責任者
- 労働安全衛生法
  - 作業主任者 - ボイラー技士 - 衛生管理者 - 低圧電気取扱者 - 特別・高圧電気取扱者
- 消費生活用製品安全法
  - 長期使用製品安全点検制度
- 火災予防条例
  - 防災センター要員講習 - 自衛消防業務講習
- 東京都火災予防条例
  - 自衛消防技術試験

## 関連文献
- CiNii>設備管理
- 月刊『設備と管理』（オーム社刊）